# Modest Hendrikx
Modestus Nicolaes Hendrikx (Weelde, 22 januari 1913 - Turnhout, 30 september 1978) was een Belgisch politicus voor de CVP.

## Levensloop
Hij was de jongste zoon van Josephus Cornelius Hendrikx en Juliana Noyens. Zijn grootmoeder Joanna Van Dommelen en haar broer, Cornelius Van Dommelen, woonden in bij het gezin. Zijn vader stierf op dezelfde dag als burgemeester Adriaan Kolen, op 5 april 1916. Cornelius Van Dommelen werd daarna burgemeester van Weelde in 1916.
In 1941 huwde hij met Maria Michielsen uit Baarle-Nassau en verhuisde naar Baarle-Hertog. Begin jaren 50 keerde het gezin terug naar Weelde. Hendrikx was op jonge leeftijd reeds CVP-politicus. Na het overlijden van burgemeester Guillaume Swaan werd hij burgemeester van Weelde van 1960 tot 1970. Hendrickx werd opgevolgd door partijgenoot Jozef Segers.
Hendrikx overleed op 30 september 1978 bij een ongeval tijdens het verbouwen van een huis in Turnhout.